# Uropsilus huanggangensis
Uropsilus huanggangensis ist eine Säugetierart aus der Gattung der Spitzmausmaulwürfe innerhalb der Maulwürfe (Talpidae). Sie wurde bisher nur am Huanggang Shan in der ostchinesischen Provinz Jiangxi beobachtet, von wo insgesamt fünf Individuen bekannt sind. Diese repräsentieren einen mittelgroßen Vertreter der Spitzmausmaulwürfe. Entsprechend den anderen Angehörigen der Gruppe besitzen sie ein spitzmausartiges Äußeres mit langem Körper, einem sehr langen Schwanz und äußerlich sichtbaren Ohren sowie einer spitzen Schnauze. Hervorzuheben ist das schokoladenbraune Fell sowie die sehr lange Schnauze, die die längste unter allen Spitzmausmaulwürfen darstellt. Die Tiere nutzen höhere Berglagen mit Nadelwald und Gebüschwiesen als Lebensraum. Die Lebensweise ist nicht erforscht, ebenso wie keine Daten zum Bestand vorliegen. Die Art wurde im Jahr 2023 wissenschaftlich eingeführt.

## Merkmale

### Habitus
Uropsilus huanggangensis ist ein mittelgroßer Vertreter der Spitzmausmaulwürfe. Basierend auf fünf untersuchten Individuen reicht die Kopf-Rumpf-Länge von 7,1 bis 7,4 cm. Hinzu kommt ein 5,7 bis 6,5 cm langer Schwanz. Letzterer nimmt somit rund 86 % der Länge des restlichen Körpers ein. Diesbezüglich vermittelt Uropsilus huanggangensis zwischen dem etwa gleich großen Dabieshan-Spitzmausmaulwurf (Uropsilus dabieshanensis) mit einem kürzeren und dem Chinesischen Spitzmausmaulwurf (Uropsilus grascilis) mit einem längeren Schwanz. Das Gewicht variiert von 8,2 bis 9,2 g. Im äußeren Erscheinungsbild entspricht Uropsilus huanggangensis weitgehend den anderen Angehörigen der Gattung, für die ein spitzmausartiger Habitus charakteristisch ist. Das Rückenfell besitzt eine schokoladenbraune Färbung, hervorgerufen durch Haare mit bräunlichem Schaft und hellgrauer Basis. Die Unterseite ist leicht heller getönt. Insgesamt wirkt Uropsilus huanggangensis dadurch dunkler als der Dabieshan-Spitzmausmaulwurf oder der Chinesische Spitzmausmaulwurf. Der schlanke Schwanz zeigt sich bei Uropsilus huanggangensis oberseits schwärzlich, unterseits etwas heller. An der Spitze tritt ein Büschel kurzer Haare hervor. Als markant kann die langgestreckte Schnauze hervorgehoben werden, die mit 12 mm die relativ längste unter allen Spitzmausmaulwürfen ist. Die bei den Spitzmausmaulwürfen typischerweise aus dem Fell heraustretenden Ohren sind bei Uropsilus huanggangensis 0,9 bis 1,0 cm lang. Der Hinterfuß wird durchschnittlich 1,3 cm lang, was etwa 18 % der Körperlänge entspricht. Er ist mit schwärzlichen Haaren bedeckt.

### Schädel- und Gebissmerkmale

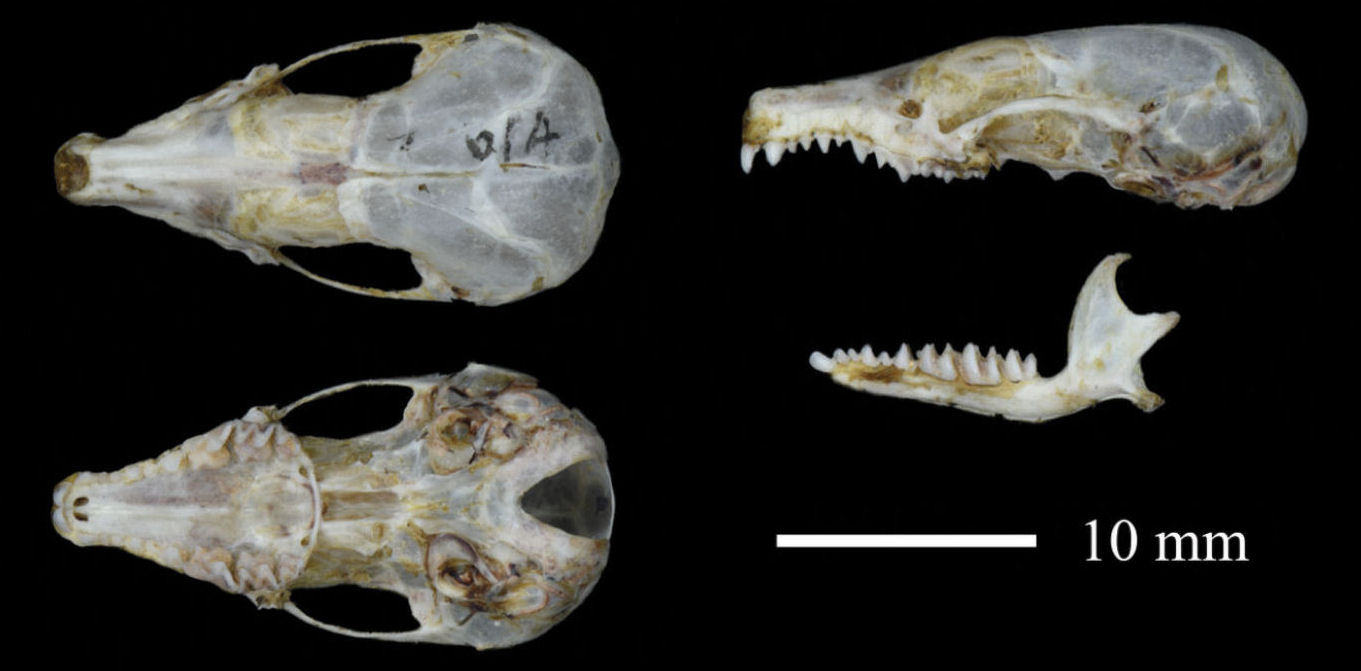
Schädel und Unterkiefer von Uropsilus huanggangensis

Der Schädel weist eine Länge von 21,0 bis 22,2 mm auf, am Hirnschädel wird er 11,0 bis 11,4 mm breit, die Schädelhöhe beträgt 6,9 bis 7,4 mm. Im Verhältnis der größten Länge zur größten Breite ist der Schädel von Uropsilus huanggangensis relativ schmaler als bei anderen Spitzmausmaulwürfen. Im Profil wirkt der Schädel gerundet. Der Jochbogen ist vollständig, aber nur wenig auskragend. Der Unterkiefer misst 13,5 bis 14,1 mm in der Länge. Er hat eine insgesamt schlanke Gestalt. Der Kronenfortsatz ragt hoch auf, sein oberes Ende zeigt spitz nach hinten. Beim Dabieshan-Spitzmausmaulwurf und beim Chinesischen Spitzmausmaulwurf ist dieses eher breit gestaltet. Der Winkelfortsatz am hinteren Ende des Unterkiefers führt in einer 45°-Neigung abwärts und ist schlank sowie gerundet.
Das Gebiss besteht aus 38 Zähnen, die Zahnformel lautet: {\displaystyle {\frac {2.1.4.3}{1.1.4.3}}}. Sie stimmt dadurch mit mehreren anderen Spitzmausmaulwürfen überein, weicht aber vom Anderson-Spitzmausmaulwurf (Uropsilus andersoni), vom Gleichzahn-Spitzmausmaulwurf (Uropsilus aequodonenia) und vom Sichuan-Spitzmausmaulwurf (Uropsilus soricipes) ab. Letztere beiden verfügen über insgesamt weniger Zähne, bei ersteren tritt eine gleiche Zahnanzahl auf, jedoch kommt in der unteren Reihe ein zusätzlicher Schneidezahn vor und es fehlt ein Prämolar. Im oberen Gebiss überragt der erste Schneidezahn den zweiten, beide stehen nicht geschlossen. Der Eckzahn wird etwa so groß wie der erste Prämolar, der zweite Vormahlzahn ist größer und der dritte kleiner. Die beiden vorderen oberen Molaren sind vergleichsweise groß, während der hinterste reduziert ist. Im Unterkiefer hingegen erreichen der erste und dritte Prämolar nicht die Maße des Eckzahns, der zweite Molar repräsentiert den größten Zahn der Mahlzahnserie. Die Länge der oberen Zahnreihe beträgt 9,1 bis 9,8 mm, die der unteren 7,9 bis 8,2 mm.

## Verbreitung und Lebensraum

Verbreitungsgebiet von Uropsilus huanggangensis

Uropsilus huanggangensis ist bisher nur von einer einzigen Lokalität im festländischen Teil des östlichen Ostasiens bekannt. Es handelt sich um den Huanggang Shan im Wuyishan im Grenzgebiet der chinesischen Provinzen Jiangxi und Fujian. Die Tiere bewohnen dort Nadelwälder und gebüschbestandene Wiesen auf felsigem Untergrund. Die Höhenverbreitung reicht von 1830 bis 2060 m über dem Meeresspiegel.

## Lebensweise
Zur Lebensweise von Uropsilus huanggangensis liegen wie bei den meisten Spitzmausmaulwürfen keine Informationen vor. Vermutlich sind die Tiere aufgrund ihrer Körpermerkmale bodenbewohnend.

## Systematik
Uropsilus huanggangensis ist eine eigenständige Art innerhalb der Gattung der Spitzmausmaulwürfe (Uropsilus). Die Gattung besteht gegenwärtig aus etwa einem Dutzend Vertretern, genetische Analysen gehen jedoch von einer größeren Anzahl an kryptischen Arten aus. Die Spitzmausmaulwürfe gehören wiederum zur Familie der Maulwürfe (Talpidae). Innerhalb dieser bilden sie das momentan einzige Mitglied einer eigenen Unterfamilie, die Uropsilinae genannt wird. Die Uropsilinae wiederum werden als relativ urtümliche Gruppe der Maulwürfe betrachtet. Äußerlich zeichnen sich die Tiere durch ein spitzmausartiges Äußeres mit langem Schwanz und sichtbaren Ohren aus. Die seitlich gepressten Krallen eignen sich nicht für grabende Tätigkeiten, so dass die Spitzmausmaulwürfe weitgehend oberirdisch leben. Ursprünglich kam die Gruppe in weiten Teilen Eurasiens vor, heute ist sie auf kleine, zumeist gebirgige Refugien im östlichen und südöstlichen Asien beschränkt. Insgesamt gelten die Spitzmausmaulwürfe als wenig erforscht. Dies betrifft sowohl die Lebensweise als auch die Artenvielfalt und darüber hinaus zusätzlich die systematische Untergliederung. Für letzteres wurden in der forschungsgeschichtlichen Vergangenheit wenigstens drei unterschiedliche Gattungen eingeführt. Ihre Unterscheidung basierte auf der Anzahl der Zähne (Uropsilus mit 34 sowie Nasillus und Rhynchonax mit je 38 Zähnen in unterschiedlicher Anordnung). Gemäß molekulargenetischen Analysen trennten sich die Spitzmausmaulwürfe von den anderen Linien der Maulwürfe im Mittleren Eozän vor rund 47 Millionen Jahren ab. Eine stärkere Diversifizierung der Gattung selbst setzte dem gegenüber erst im Übergang vom Miozän zum Pliozän vor etwa 6,8 Millionen Jahren ein. Uropsilus huanggangensis ist Teil einer umfangreicheren Klade, die sich aus dem Chinesischen Spitzmausmaulwurf (Uropsilus gracilis) sowie dem Schwarzrücken-Spitzmausmaulwurf (Uropsilus atronates) und Uropsilus fansipanensis zusammensetzt.
Die wissenschaftliche Erstbeschreibung von Uropsilus huanggangensis wurde im Jahr 2023 durch ein Forscherteam um Ren Xueyang erstellt. Den Wissenschaftlern standen hierfür fünf Individuen zur Verfügung, die vom Huanggang Shan im Wuyishan bei Yanshan in der ostchinesischen Provinz Jiangxi stammen. Die Tiere wurden dort im Juni 2022 während einer Feldstudie zur Biodiversität der Region gesammelt. Das Fundgebiet stellt die Typuslokalität der Art dar. Als Holotyp legte das Forscherteam ein ausgewachsenes männliches Exemplar fest, dessen Fundgebiet befindet sich in einer Höhe von 2061 m über dem Meeresspiegel. Das Artepitheton huanggangensis ist eine Referenz auf das Bergmassiv des Huanggang Shan.

## Bedrohung und Schutz
Uropsilus huanggangensis wird derzeit nicht von der IUCN geführt. Dadurch sind auch keine Informationen zur Bestandssituation verfügbar. Die Art tritt im Wuyishan-National-Naturreservat auf.